# Réserve marine de l'Estuaire-de-la-Rivière-Bonaventure
Vous lisez un « bon article » labellisé en 2014.
La réserve marine de l'Estuaire-de-la-Rivière-Bonaventure, avant 2021, la réserve aquatique de l'Estuaire-de-la-Rivière-Bonaventure, est une réserve marine du Québec, au Canada, située à proximité de la ville de Bonaventure dans la péninsule gaspésienne. Cette aire protégée de 218,73 ha a pour mission de préserver l'estuaire de la rivière Bonaventure, l'un des dix barachois estuariens au Québec. On trouve sur les îles de l'estuaire plusieurs espèces rares au Québec dont la gentiane de Macoun (Gentianopsis virgata subsp. macounii), l'aster d'Anticosti et la muhlenbergie de Richardson ainsi que vingt-sept autres espèces végétales rares en Gaspésie.
La réserve, née du don d'une compagnie forestière au gouvernement du Québec en 2001, est partiellement protégée lors de la création, en 2005, de l'habitat floristique du Barachois-de-Bonaventure, destiné à sauvegarder la végétation des îles. L'aire protégée, définitivement créée en 2009, est administrée par le ministère de l'Environnement et de la Lutte contre les changements climatiques.

## Géographie

Carte de la réserve.

La réserve aquatique a une superficie totale de 218,73 ha et comprend une partie de l'estuaire de la rivière Bonaventure. Elle inclut les îles des Prés, des Sapins, des Chardons et d'Arseneault ainsi que la flèche de sable de l'île aux Pirates. Elle est entièrement située sur le territoire de la ville de Bonaventure dans la municipalité régionale de comté de Bonaventure de la région administrative de la Gaspésie–Îles-de-la-Madeleine,.
Elle englobe la totalité de l'habitat floristique du Barachois-de-Bonaventure, d'une superficie de 38,67 ha ; sa partie sud inclut les 20,92 km2 de l'aire de concentration d'oiseaux aquatiques de la Pointe de Paspébiac.

### Géologie et relief
La réserve est située dans les Appalaches, plus précisément sur l’assise rocheuse de la formation de Bonaventure ; il s'agit d'une formation composée de conglomérat, de grès et de mudstone rouge qui date du Mississippien (entre 358 et 323 millions d'années). Les dépôts des îles sont composés de sable, de gravier et de silt avec une petite proportion d’argile d'origine marine. La forme des îles évolue sous l'action de l'érosion et de la sédimentation liée aux crues et aux glaces.
Son relief est celui d'un delta, d'une altitude ne dépassant pas dix mètres.

### Hydrographie

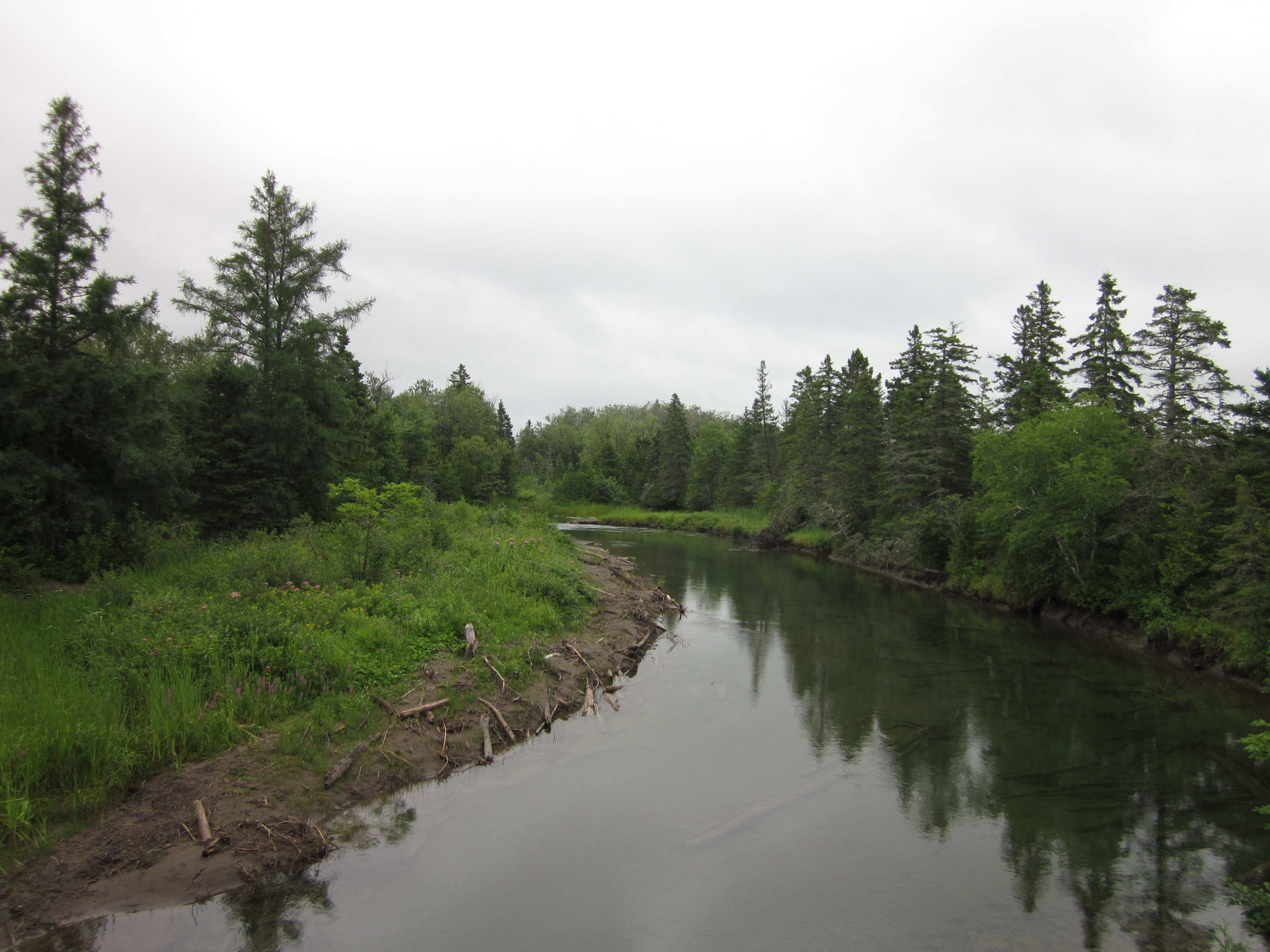
Un chenal de la rivière Bonaventure.

La rivière Bonaventure, longue de 125 km, prend sa source dans les monts Chic-Chocs, à 487 m d'altitude. Elle draine un bassin de 2 391 km2 et elle a un débit à l'embouchure de 46 m3/s, ce qui en fait l'une des plus importantes rivières de la péninsule gaspésienne, après les rivières Ristigouche et Matapédia. À chaque marée, l'estuaire laisse entrer entre 80 000 et 1 000 000 m3 d'eau de mer, laquelle peut pénétrer jusqu'à 350 m au nord de la route 132 en période d'étiage. Il est l'un des dix barachois estuariens au Québec.

### Climat
Son climat, celui de la plaine côtière de la baie des Chaleurs, est caractéristique d'une zone tempérée moyenne, frais et pluvieux avec des hivers rigoureux. Cependant, l'influence maritime de la baie atténue les températures extrêmes ; les hivers sont ainsi plus cléments qu'à Québec, par exemple. La durée d'ensoleillement annuelle est l'une des plus élevées après Montréal et la période sans gel y est de 140 jours. C'est la région subissant les moins grandes précipitations de neige de l'est du Québec. Les vents dominants, en hiver comme en été, soufflent de l'ouest.
| Mois                              | jan.  | fév.  | mars | avril | mai  | juin | jui. | août | sep. | oct. | nov. | déc.  | année |
| --------------------------------- | ----- | ----- | ---- | ----- | ---- | ---- | ---- | ---- | ---- | ---- | ---- | ----- | ----- |
| Température minimale moyenne (°C) | −16   | −14,7 | −8,9 | −1,9  | 4    | 9,3  | 12,9 | 12,1 | 7,8  | 2,4  | −3,3 | −10,6 | −0,6  |
| Température moyenne (°C)          | −11,3 | −9,7  | −4,2 | 2,4   | 9,1  | 14,6 | 17,8 | 17,1 | 12,4 | 6,5  | 0,1  | −6,7  | 4     |
| Température maximale moyenne (°C) | −6,6  | −4,7  | 0,5  | 6,7   | 14,3 | 19,8 | 22,7 | 22,1 | 17   | 10,6 | 3,4  | −2,7  | 8,6   |
| Précipitations (mm)               | 79,8  | 55,7  | 60,4 | 64    | 91,8 | 86,7 | 99,8 | 95,5 | 79   | 88,5 | 86   | 69,6  | 956,7 |
| dont neige (cm)                   | 64,4  | 45,1  | 31,5 | 13,6  | 0,1  | 0    | 0    | 0    | 0    | 0,4  | 15,6 | 40,8  | 211,5 |

## Milieu naturel
La dénomination et la délimitation des écorégions diffèrent selon les organismes qui les établissent. Selon la Commission de coopération environnementale, la réserve est située dans l'écorégion de niveau III des basses-terres des Maritimes des forêts tempérées de l'Est,. Le cadre écologique canadien, l'inscrit dans l'écozone des hautes terres du nord du Nouveau-Brunswick tandis que le Fonds mondial pour la nature la situe dans l'écorégion des forêts de la Nouvelle-Angleterre et de l'Acadie.
L'écozone des hautes-terres du nord du Nouveau-Brunswick comprend dans ses zones les plus élevées des forêts d'érables à sucre, de hêtres à grandes feuilles et de bouleaux jaunes. Les vallées sont dominées par la pruche du Canada, le sapin baumier, le pin blanc et l'épinette blanche. Au nord de l'écorégion, plus sec, poussent le pin blanc, le pin rouge, le pin gris, l'épinette et le sapin.

### Delta

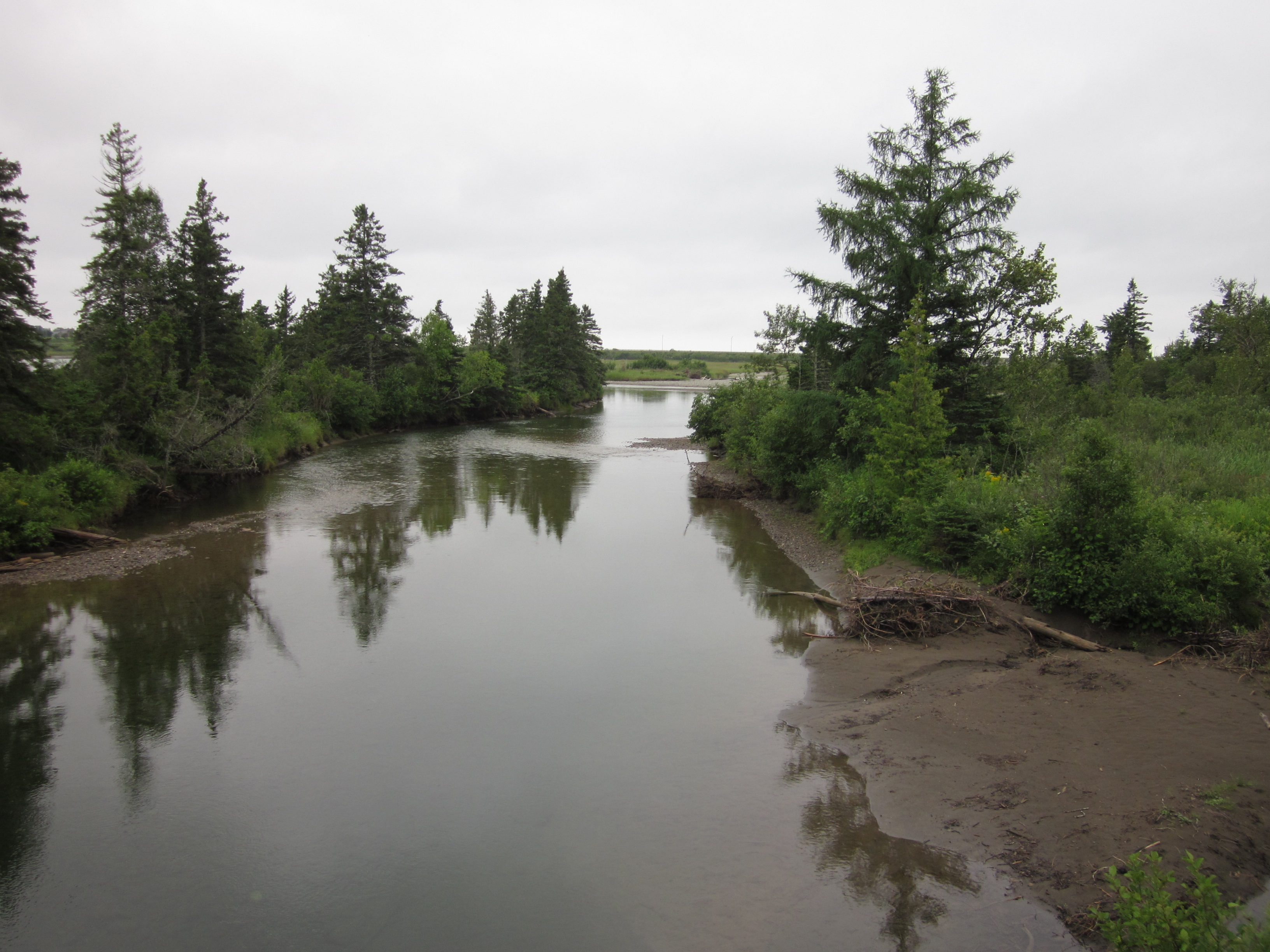
Un des chenaux de la rivière Bonaventure.

Les chenaux de la rivière sont colonisés par l'Enteromorpha intestinalis, plante très résistante au changement de la salinité. Les îles contiennent des marécages boisés peuplés par l'épinette noire, l'orme d'Amérique, le peuplier baumier avec des portions non boisées colonisées par les plantes herbacées et les arbustes. La quenouille à feuilles larges est la plante dominante des marais en eau douce. Les prairies humides sont peuplées par la calamagrostide du Canada, le scirpe à nœuds rouges, la sanguisorbe du Canada et la lysimaque terrestre. Les marécages arbustifs sont composés d'aulne rugueux (Alnus incana subsp. rugosa), de saule de Bebb, de saule à tête laineuse, le tout accompagné de myrique baumier et de sanguisorbe du Canada. Les stations les plus sèches sont occupées par l'épinette blanche et le thuya occidental.
Les îles servent d'habitat à trois espèces rares au Québec. La première est la gentiane de Macoun (Gentianopsis virgata subsp. macounii). C'est une plante herbacée annuelle qui pousse sur les rives des estuaires d'eau douce ou saumâtre. On retrouve cette plante au Québec sur le littoral de la baie James et à Bonaventure. Il s'agit de la seule occurrence de cette plante en Gaspésie. On y retrouve aussi l'aster d'Anticosti, une plante herbacée endémique au golfe du Saint-Laurent et la muhlenbergie de Richardson, une plante des berges et des platières calcaires qui n'est présente que dans une quinzaine d’endroits au Québec. On y retrouve aussi vingt-sept autres espèces rares au niveau régional comme la renoncule de Gmelin et l'aster des marais (Symphyotrichum novi-belgii var. elodes).

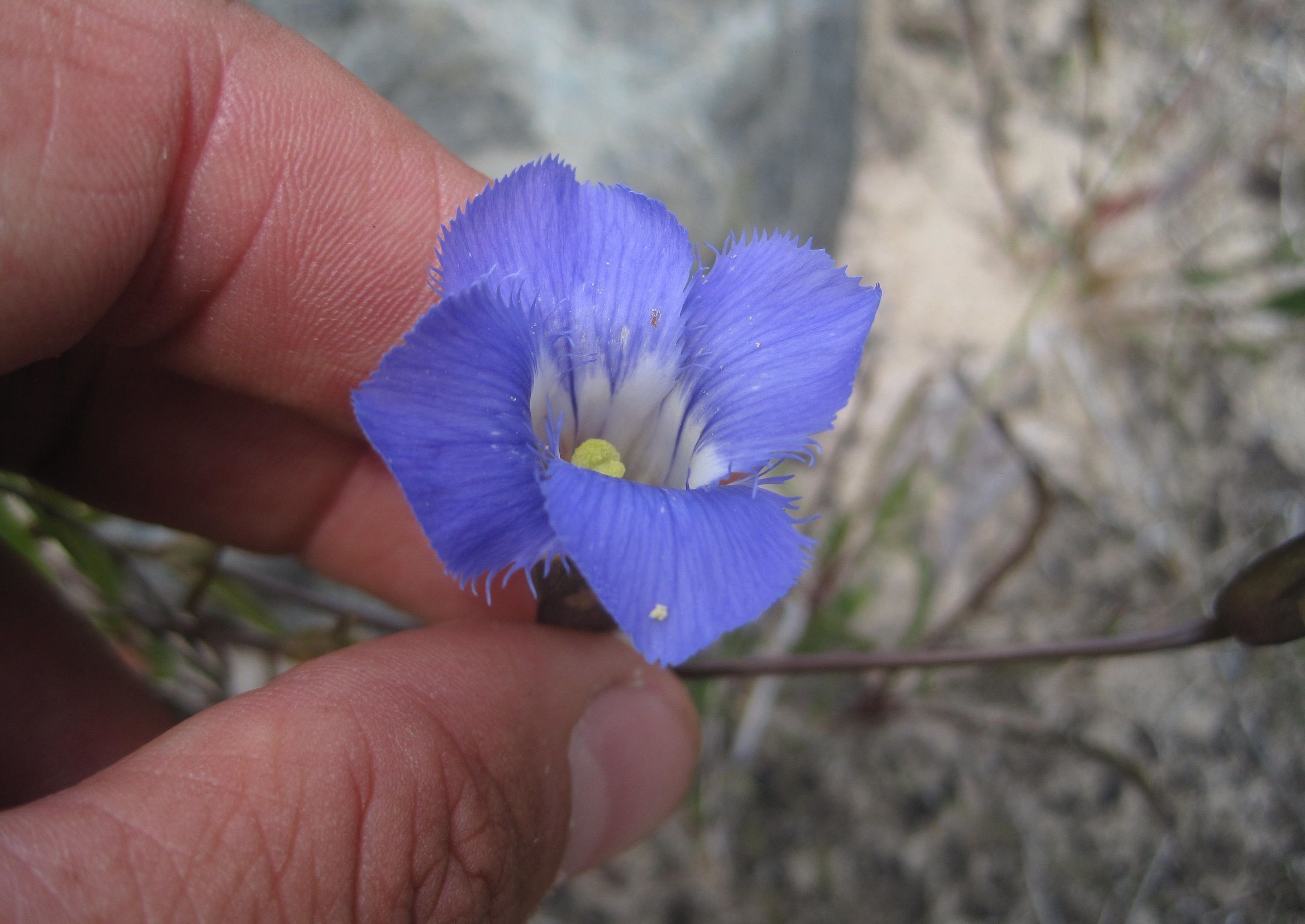
Grande gentiane, Gentianopsis virgata
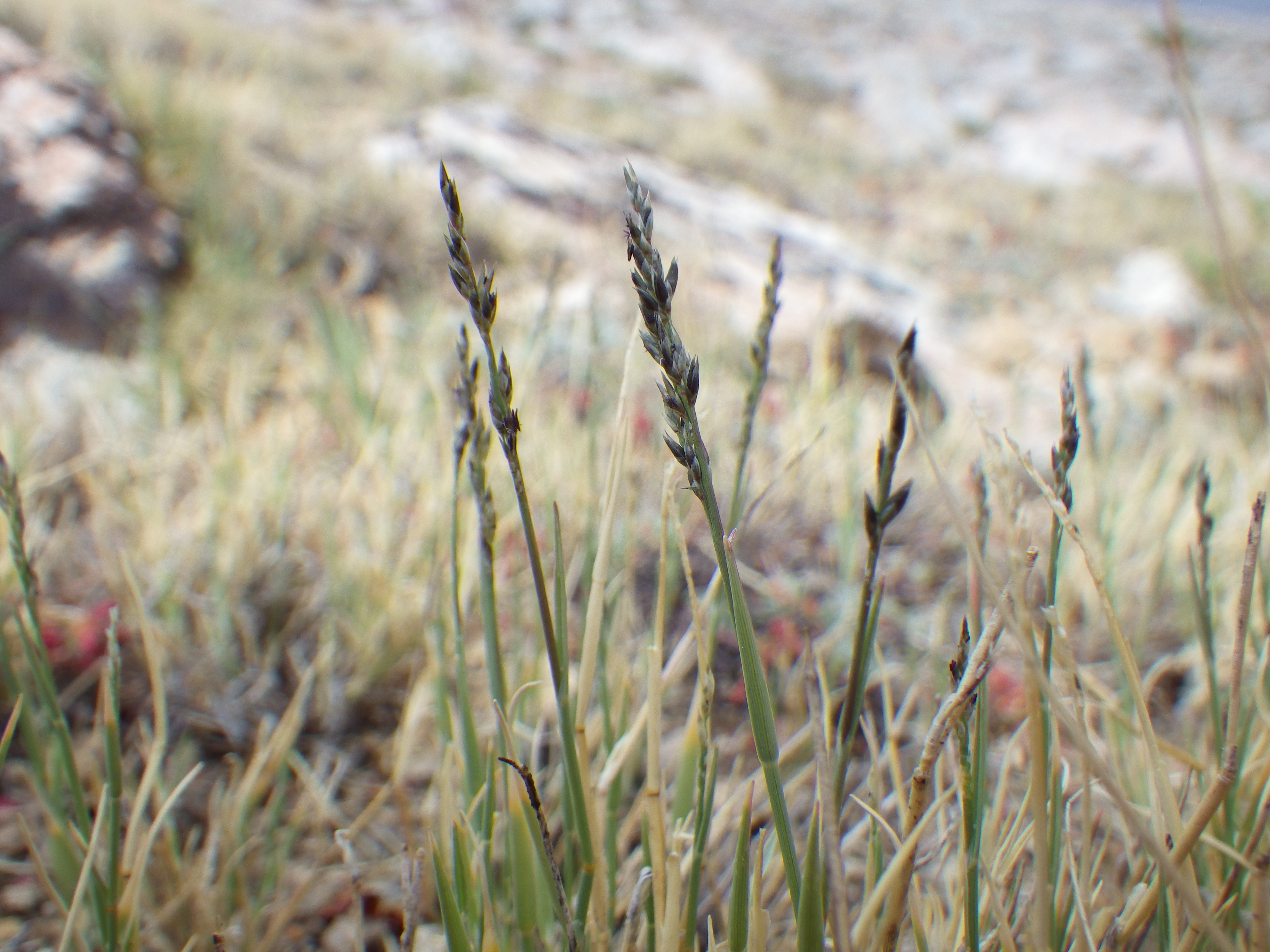
Muhlenbergie de Richardson
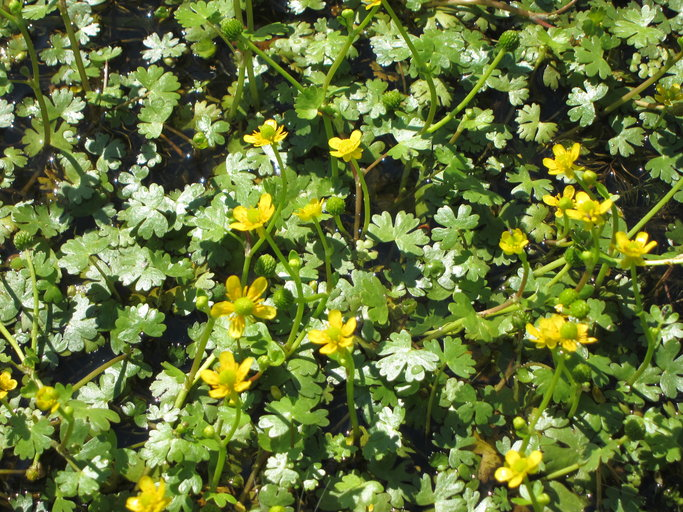
Renoncule de Gmelin
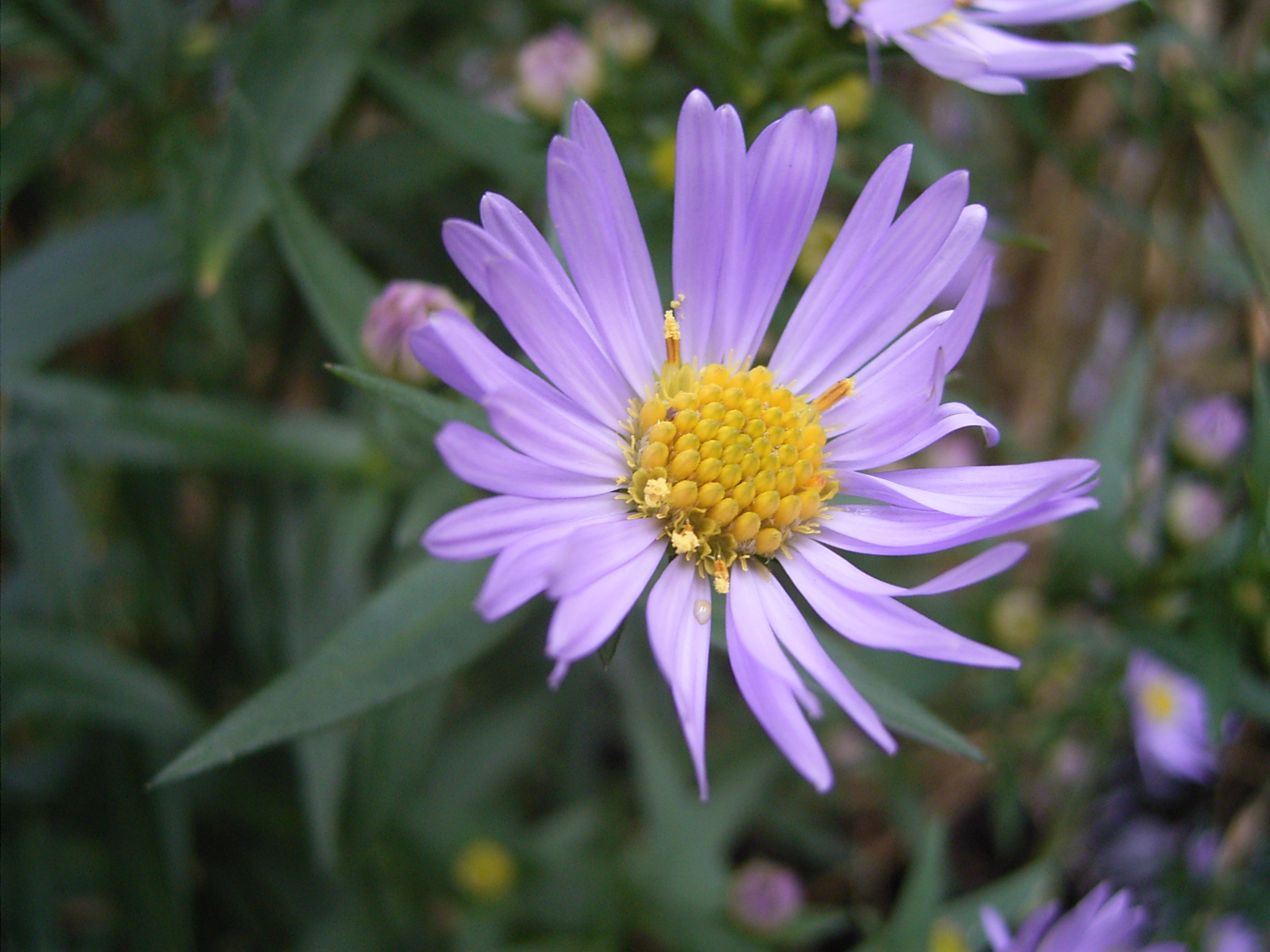
Aster des marais

La rivière Bonaventure est fréquentée par deux espèces de Salmonidés, le saumon atlantique, dont la population est estimée à 2 500 individus et l'omble de fontaine ainsi que par l'éperlan arc-en-ciel. La rivière est la plus importante frayère d'éperlan arc-en-ciel en Gaspésie.

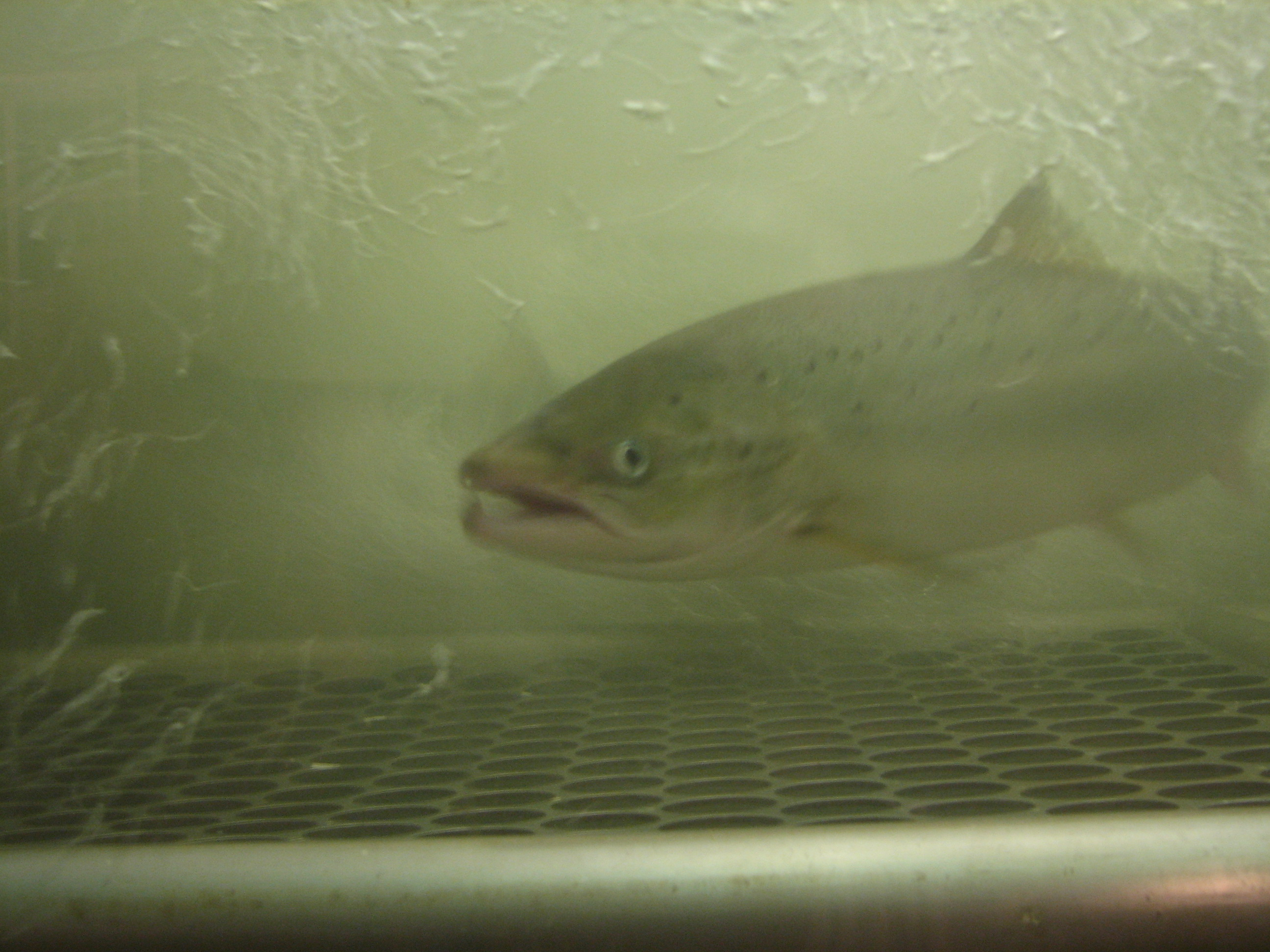
Saumon atlantique
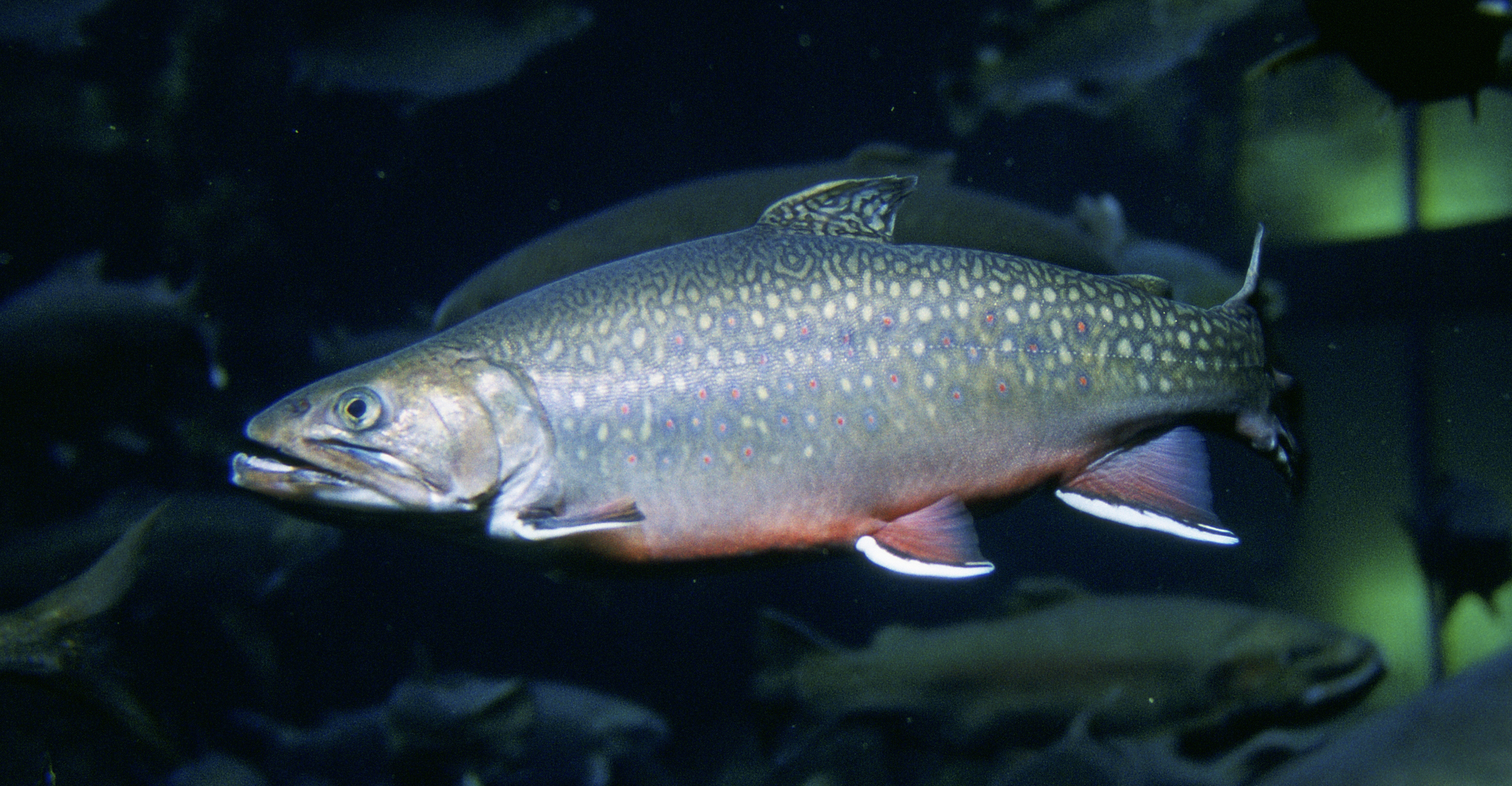
Omble de fontaine
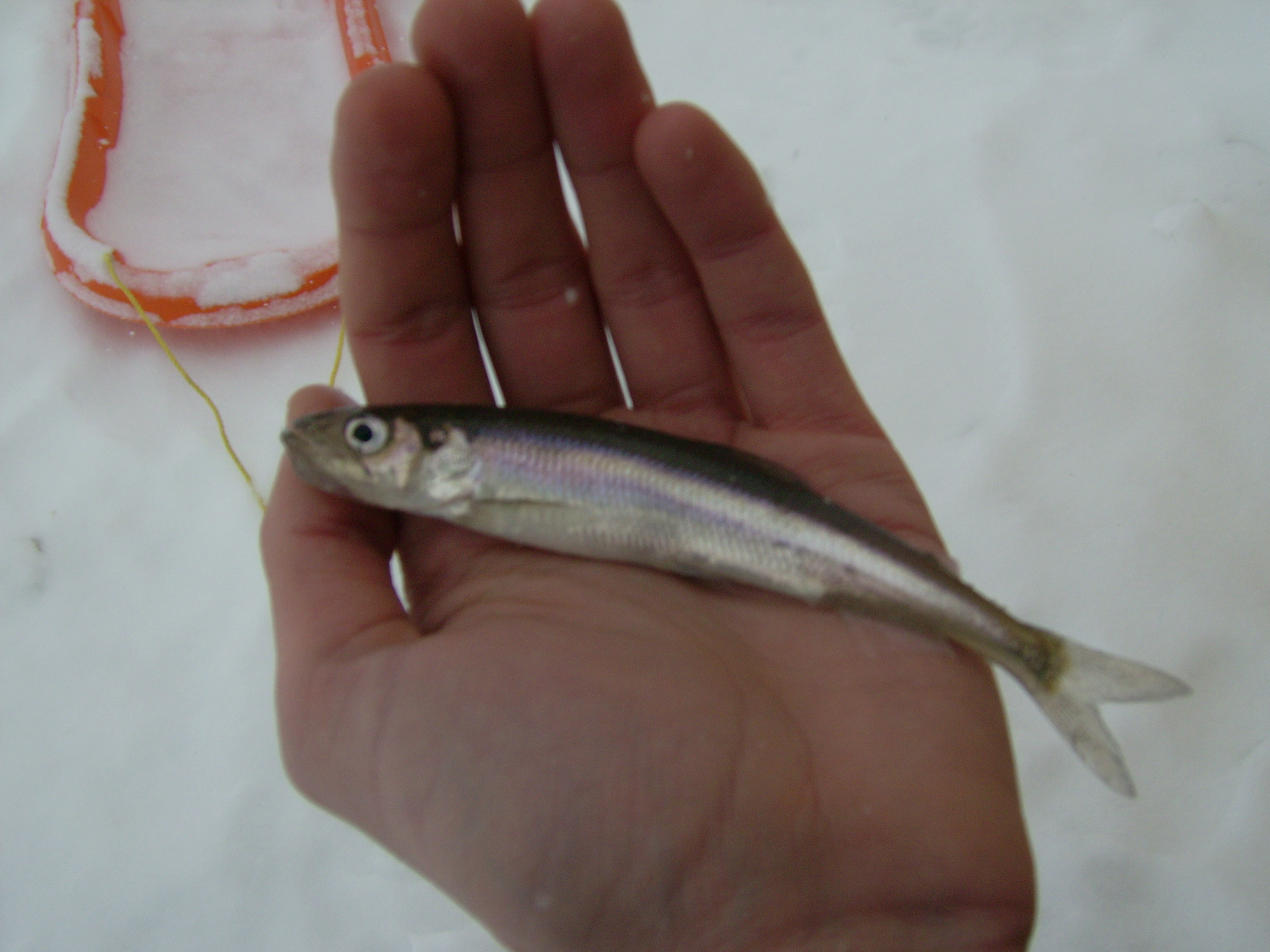
Éperlan arc-en-ciel

Le chenal entre les îles Arsenault et des Prés est apprécié par les oiseaux en période de migration. Les espèces d'oiseaux migrateurs les plus fréquemment observées sont la bernache du Canada, le canard noir, le canard colvert et la sarcelle à ailes vertes.

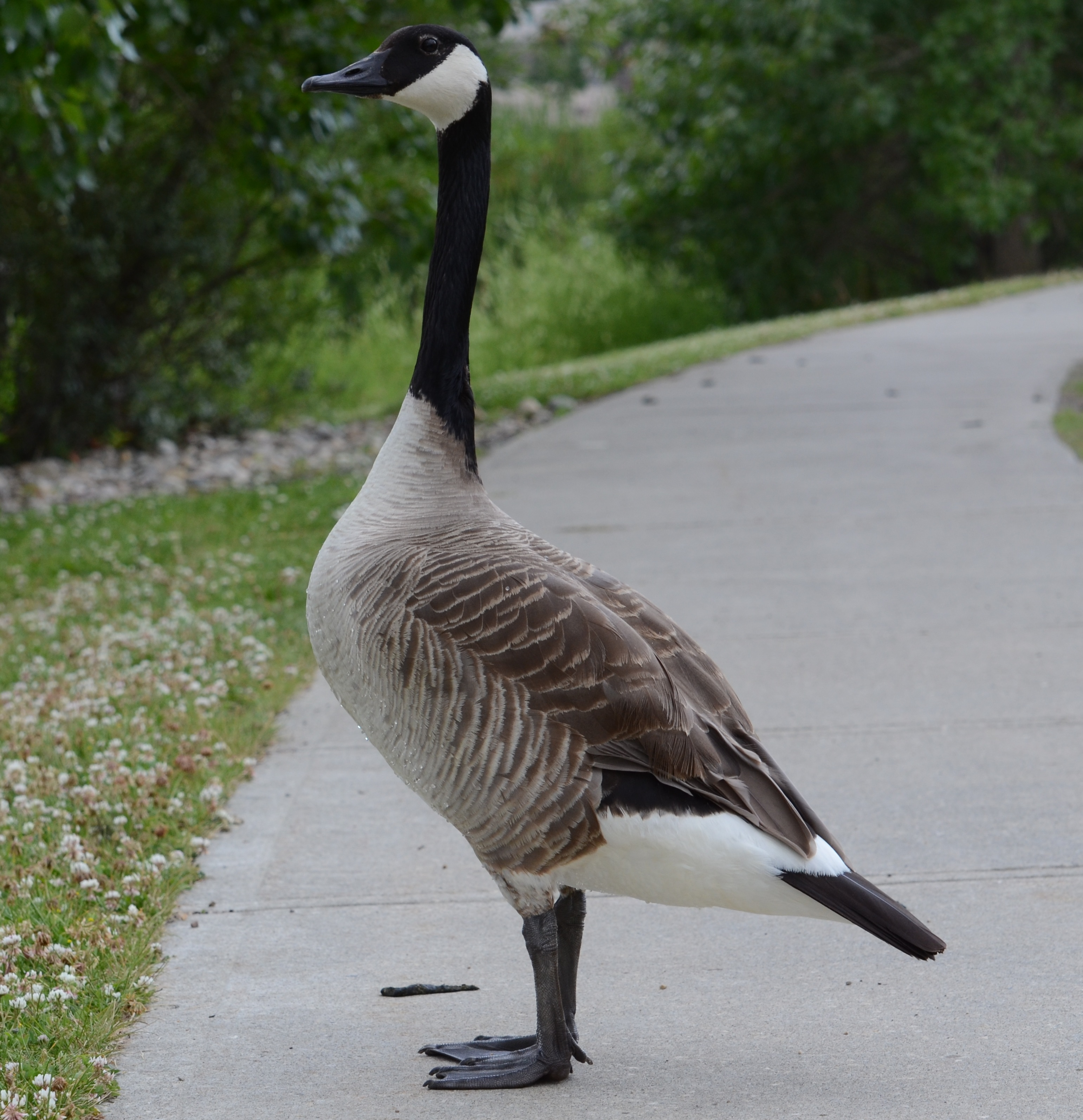
Bernache du Canada
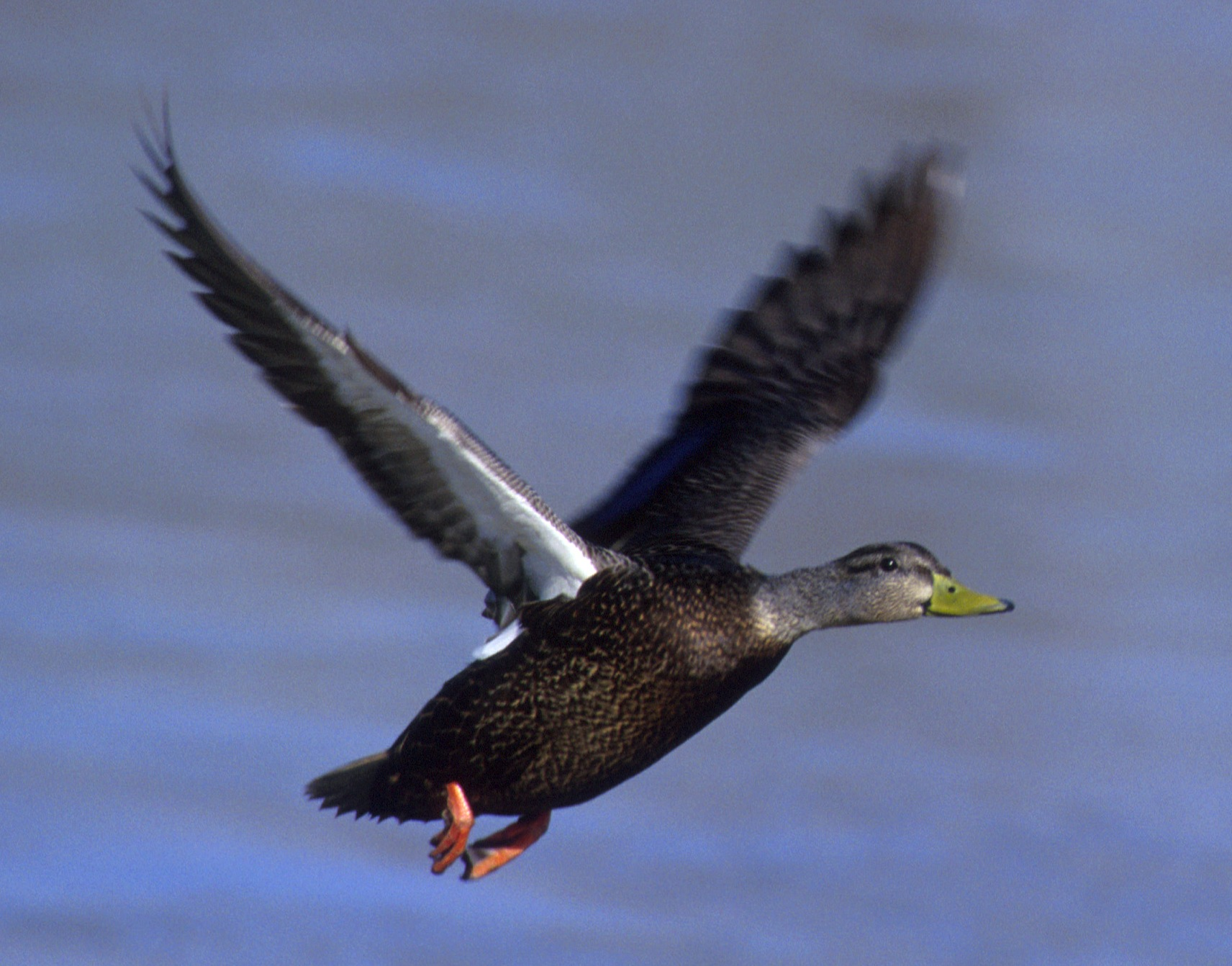
Canard noir
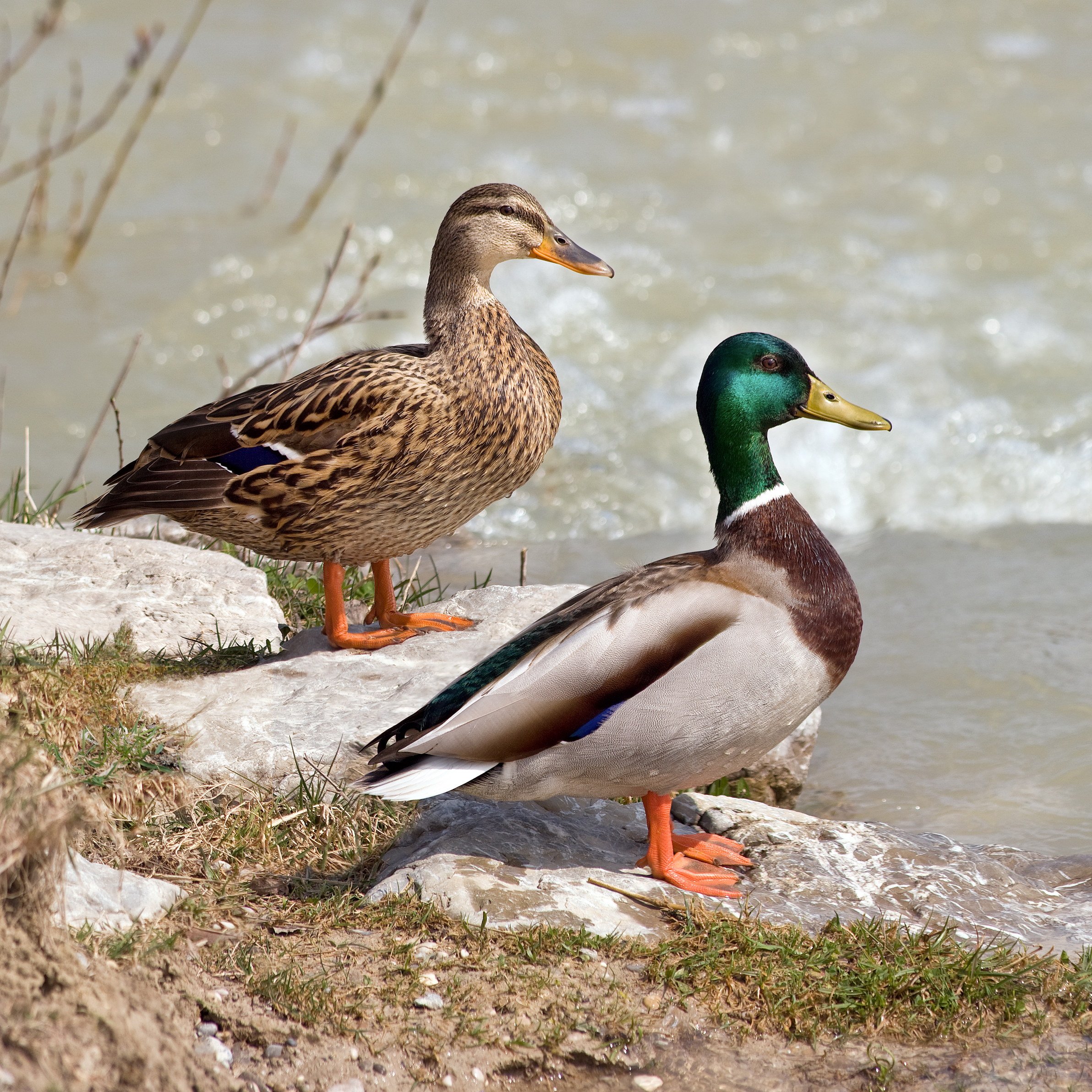
Canard colvert
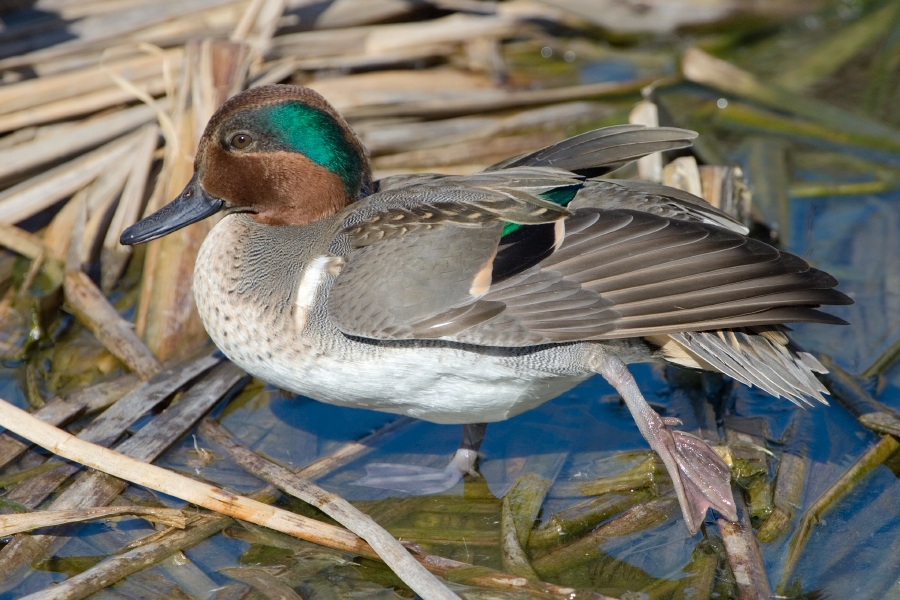
Sarcelle à ailes vertes

### Lagune

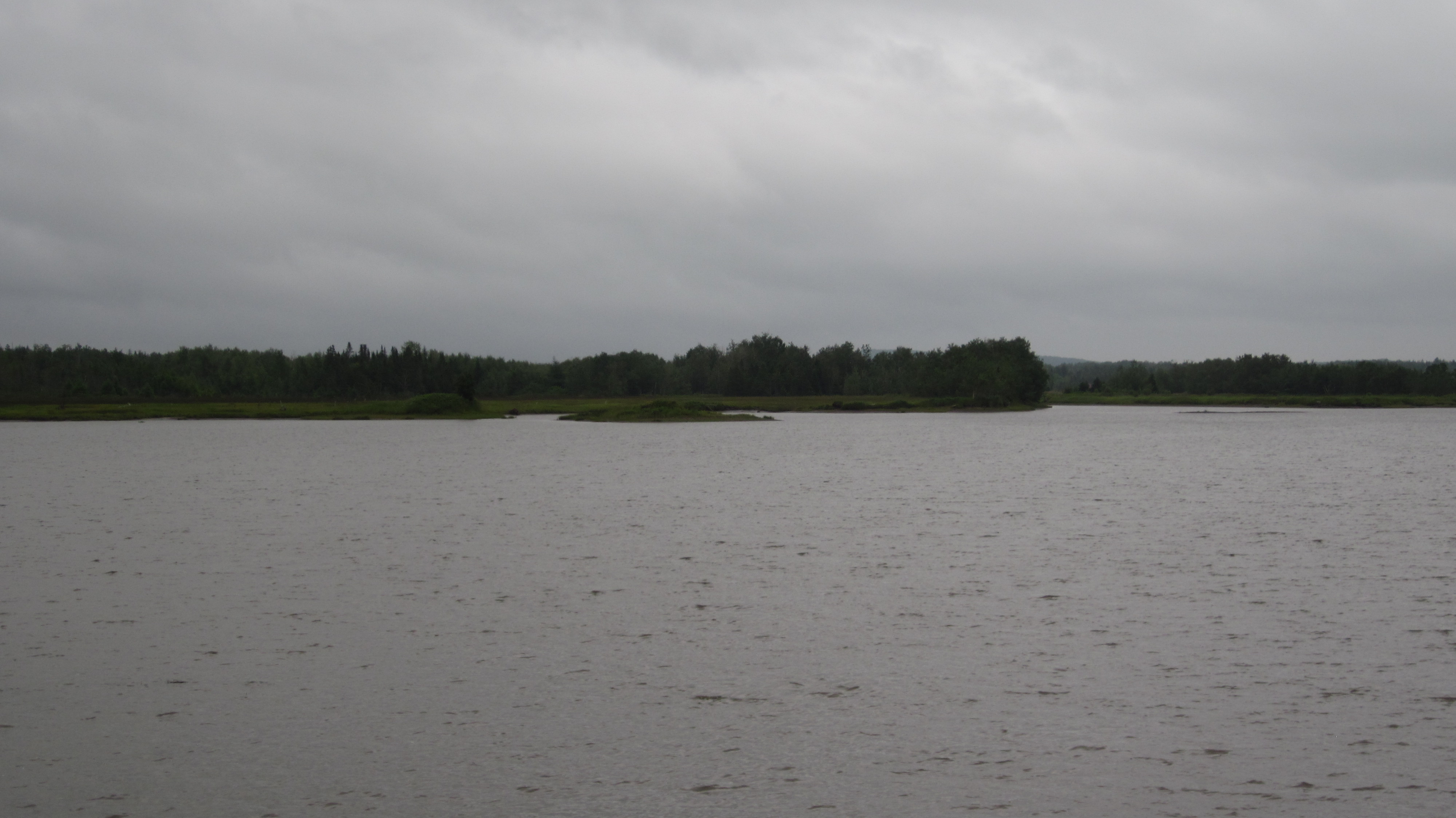
La lagune vue du village.

La zostère marine est la plante dominante du barachois, souvent accompagnée d'Enteromorpha intestinalis. La flore de la lagune comprend aussi la laitue de mer, la ruppie maritime et la zannichellie des marais. La lagune est bordée, par endroits, de marais salés ou saumâtres. Les plantes dominantes des marais sont le jonc de la Baltique, le carex écailleux, la fétuque rouge, la spartine pectinée, l'aster de New York  et l'éléocharide uniglume.
Le plancton de la lagune est composé de copépodes et de nauplius de crustacés. Le benthos est composé de 14 espèces dont les plus communes sont la néréide commune et l'hydrobie minuscule. La lagune est aussi occupée par une quinzaine d'espèces de poissons dont les épinoches, la capucette, le choquemort, le chaboisseau bronzé, la plie lisse, la plie rouge, l'anguille d'Amérique, l'éperlan arc-en-ciel, le hareng atlantique et le poulamon atlantique. Les vasières sont visitées par plusieurs espèces d'oiseaux limicoles et palmipèdes. Les espèces en péril au Québec ou au Canada sont le râle jaune et le pic à tête rouge. Les espèces rares au niveau régional sont la foulque d'Amérique, la mouette pygmée, la mouette rieuse et la Grande Aigrette.

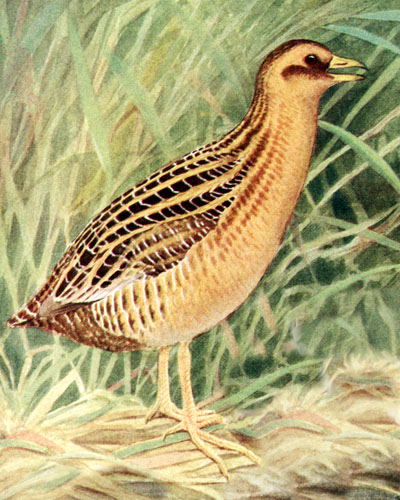
Râle jaune
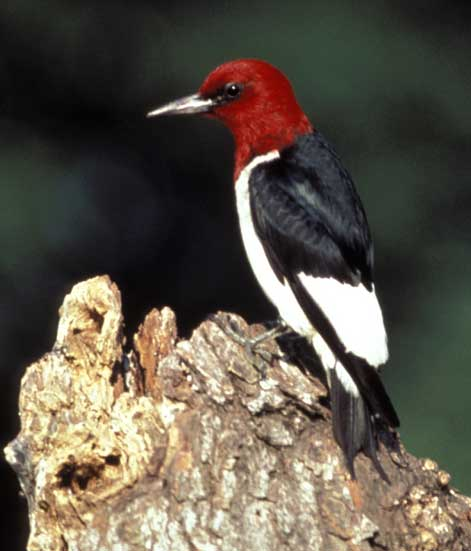
Pic à tête rouge
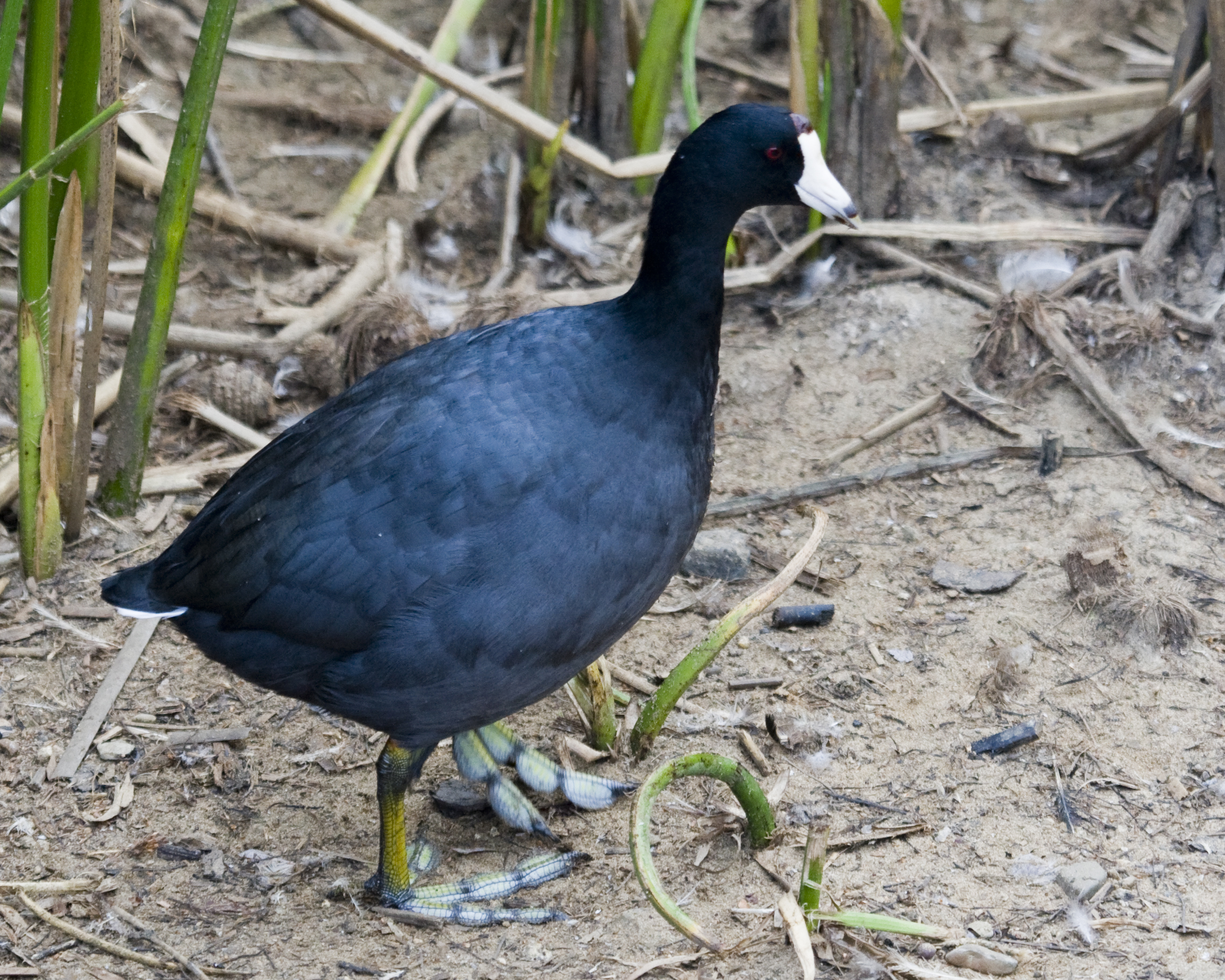
Foulque d'Amérique
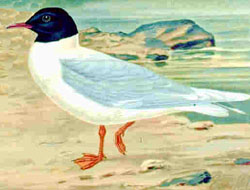
Mouette pygmée
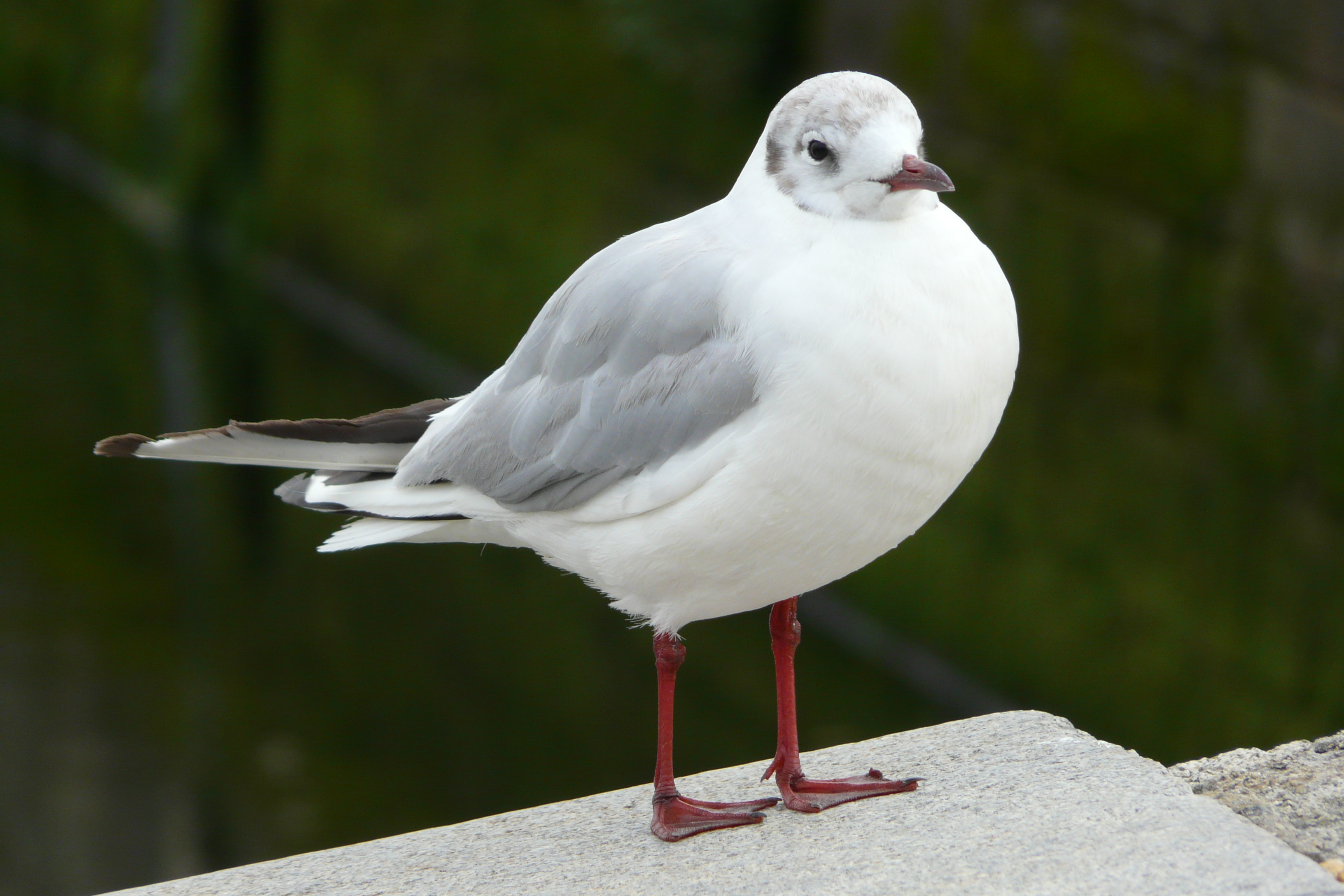
Mouette rieuse
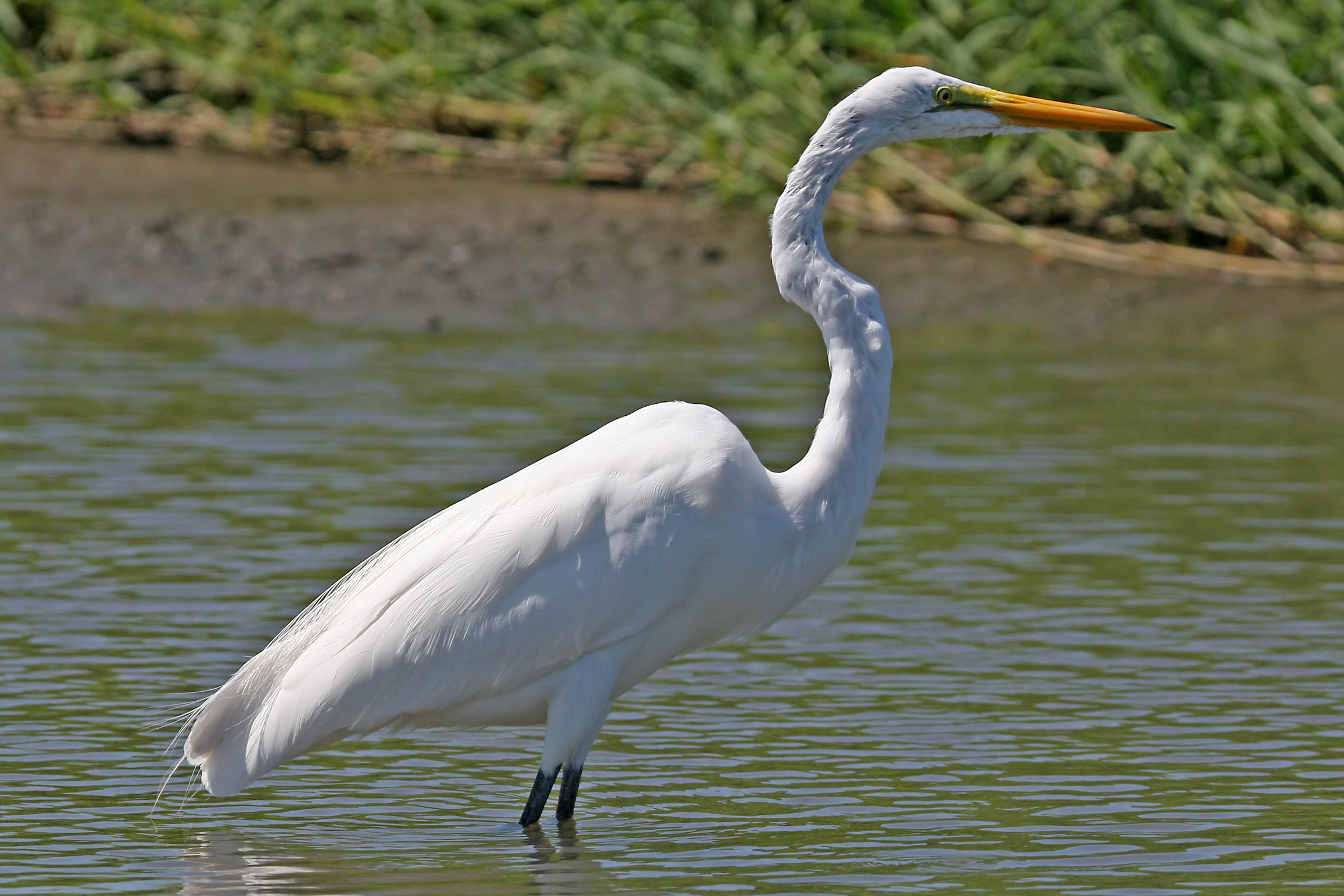
Grande Aigrette

### Cordon littoral
Sur la flèche littorale est, les plantes les plus communes sont l'ammophile à ligule courte, l'élyme des sables d'Amérique, la gesse maritime, la linaire commune, le chénopode de Berlandier, le caquillier édentulé et la sabline faux-péplus. La flèche littorale ouest, qui ne fait pas partie de la réserve, est fortement perturbée et sa végétation est semblable à celle des milieux anthropiques. Le haut de la plage est dominé par la spartine alterniflore accompagnée de spergulaire du Canada, de salicorne de Virginie, du plantain maritime et du suéda maritime. Quant à la slikke, elle est dominée par la zostère marine. La faune du cordon reçoit un grand nombre d'oiseaux, en particulier des anatidés et des limicoles.

### Littoral
La végétation au large de la flèche littorale se compose d'un grand herbier de zostères marines de 5,5 km de long allant de Saint-Siméon à Bonaventure et, plus loin, d'une prairie sous-marine de laminaires à long stipe. La végétation des fonds pierreux est composée d'algues dont les principales espèces sont le fucus bifide, le fucus vésiculeux, la mousse d'Irlande, la laminaire criblée, l'ascophylle noueuse  et la main-de-mer palmée.
Les eaux côtières de Bonaventure servent de milieu de vie à de nombreuses espèces d'invertébrées, dont la moule bleue, la mye commune, le pétoncle géant, le pétoncle d'Islande, l'oursin vert, la littorine commune, l'étoile de mer commune, le crabe des neiges et le homard américain. Les herbiers offrent un refuge au crabe commun, à la crevette grise de sable et aux vers marins. Parmi les 30 espèces de poissons recensées figurent le poulamon atlantique et l'anguille d'Amérique. Le littoral est une importante halte migratoire pour les oiseaux aquatiques et de rivage. On y a déjà observé le garrot d'Islande, considéré comme espèce menacée au Canada. Quelques mammifères marins visitent le site, dont le petit rorqual, le rorqual commun, le phoque commun, le phoque gris et le marsouin commun.

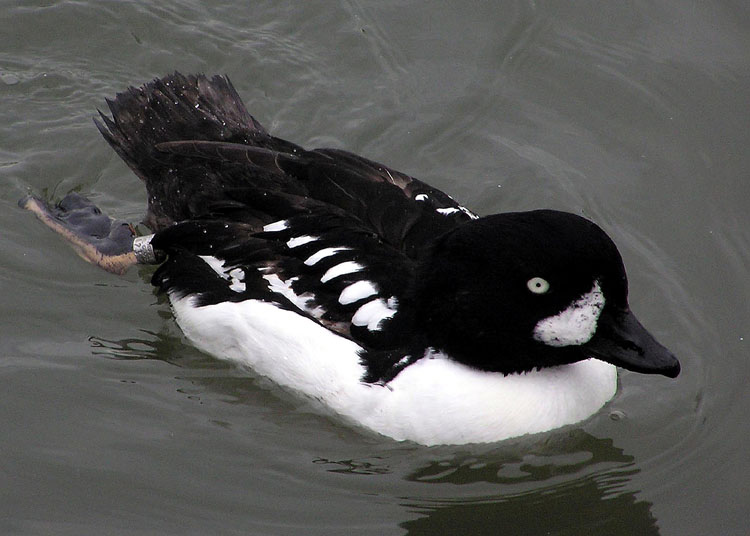
Garrot d'Islande
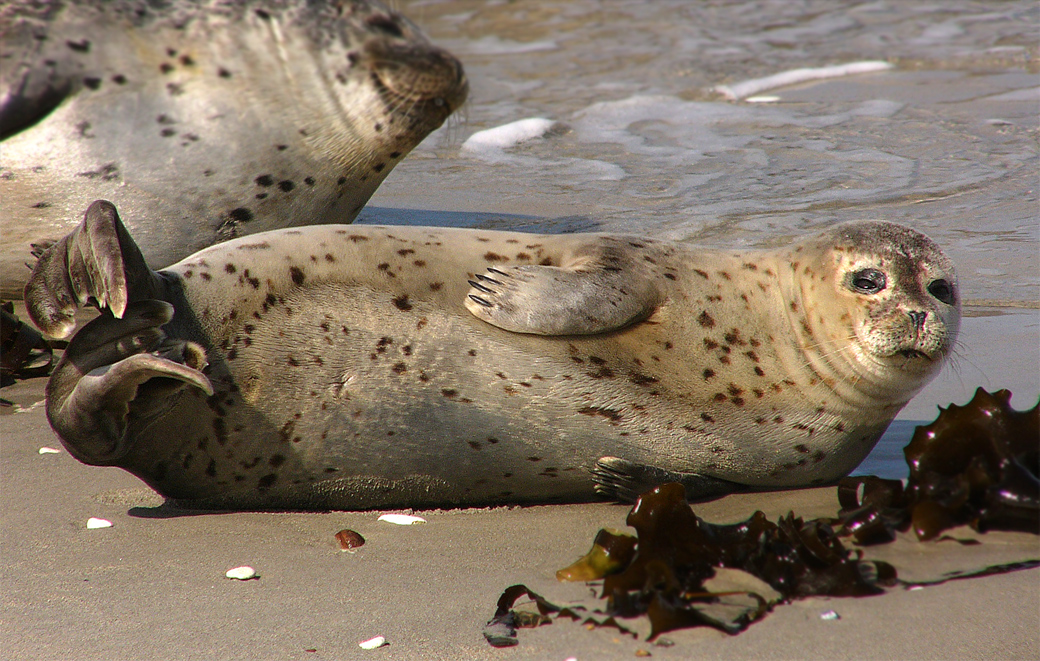
Phoque commun
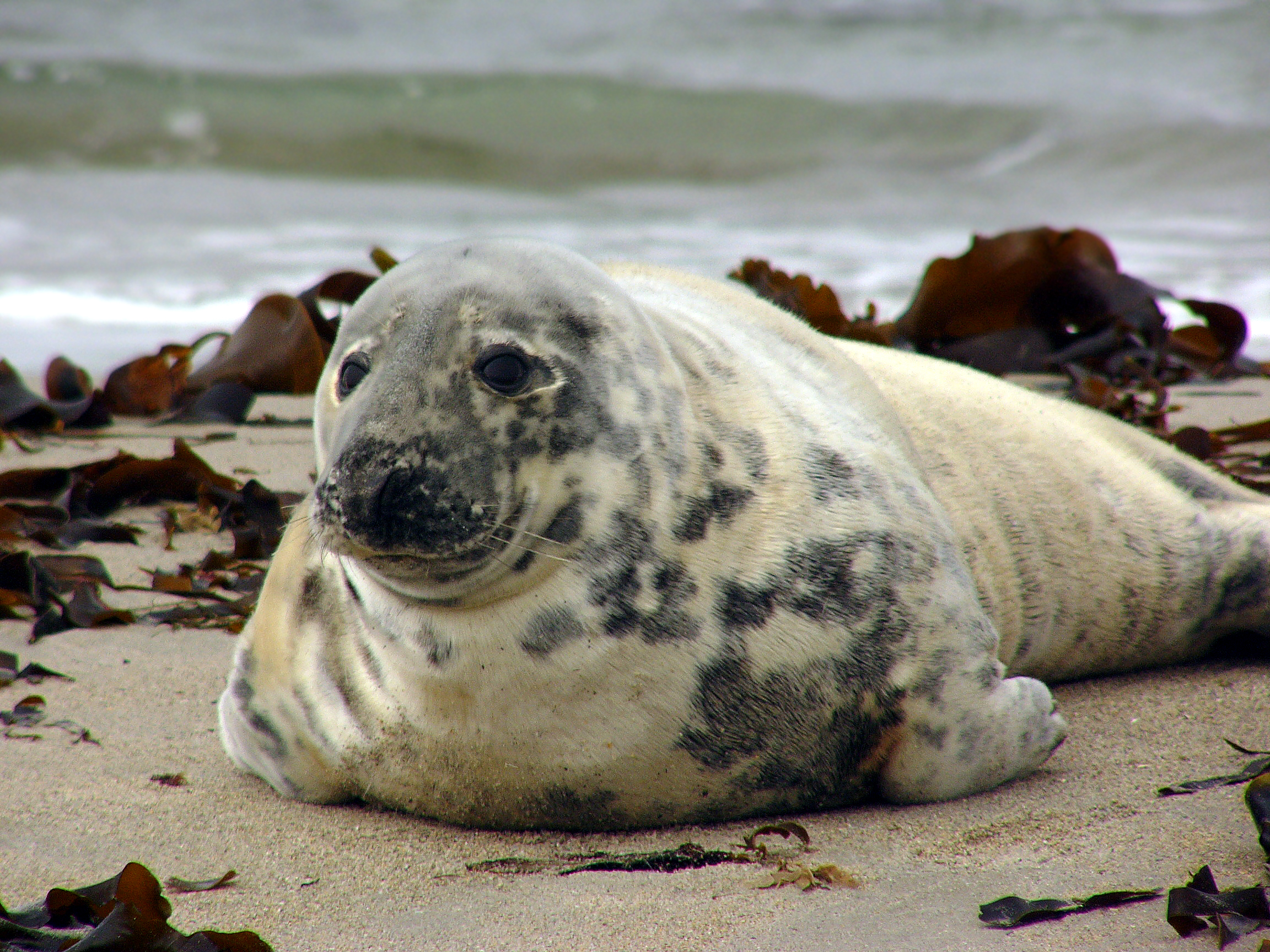
Phoque gris
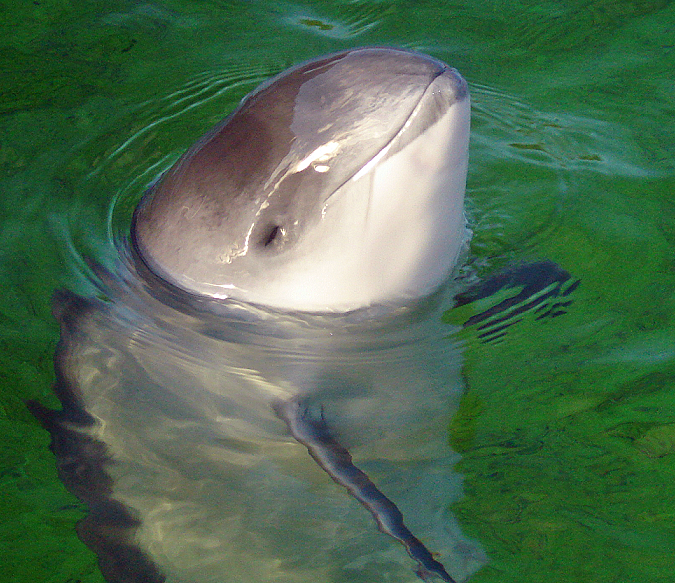
Marsouin commun

## Histoire

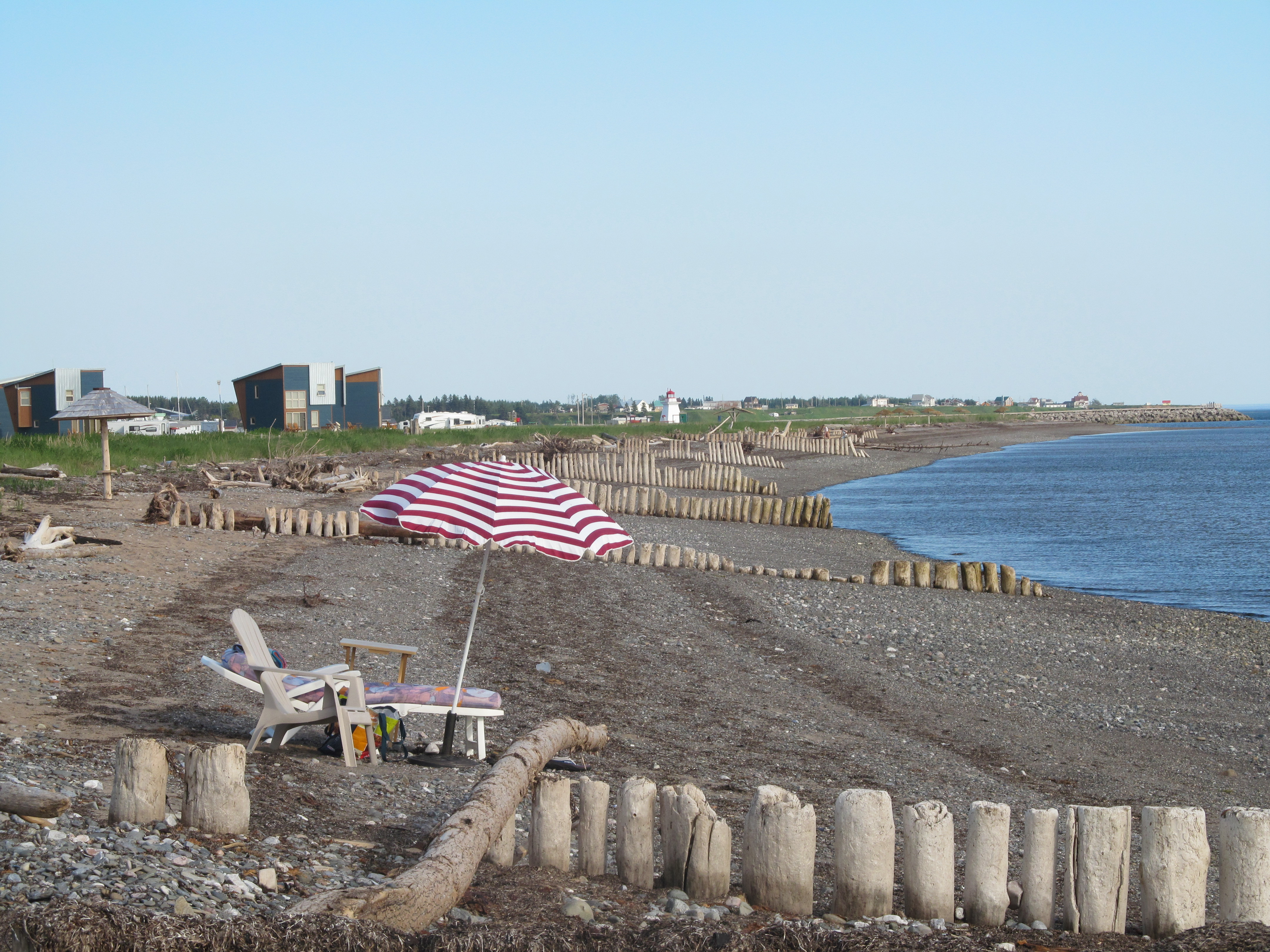
La plage de Beaubassin, exclue de l'aire protégée.

Les premiers aménagements de l'estuaire ont été réalisés à partir de la fin du XIXe siècle et durant les années 1960, avec la construction du canal de flottage du bois alimentant une scierie. Ultérieurement, les constructions du pont-jetée de la route 132, d'installations portuaires et d'une marina, ont grandement perturbé la circulation de l'eau ainsi que les processus de sédimentation de la lagune. Pour y remédier, le pont-jetée a été percé d'un ponceau et la jetée, reliant la route 132 à la pointe de Beaubassin, a été démantelée.
L'origine de la réserve provient d'un don écologique de la compagnie Emballages Smurfit-Stone (Canada) inc. au gouvernement du Québec, en 2001. En 2005, l'ensemble des îles de l'estuaire a été inclus dans l'habitat floristique du Barachois-de-Bonaventure. Le 7 septembre de la même année, le territoire de la réserve obtient le statut de « réserve aquatique projetée ». Le ministère a confié au Bureau d'audiences publiques sur l'environnement (BAPE), en juillet 2006, le mandat de procéder à des consultations publiques, afin de donner un statut permanent à la réserve aquatique et à la réserve de biodiversité du Karst-de-Saint-Elzéar. Des séances se sont tenues en septembre et en octobre de la même année et le rapport a été publié en février 2007. Le BAPE a recommandé de soustraire deux portions du projet initial : la plage sur la flèche de sable de Beaubassin, à cause de son utilisation intensive, et le bassin entre la marina de Bonaventure et la route 132, à cause des travaux de dragage qui maintiennent la navigation vers le port de pêche et la marina. Ces deux retraits ont été acceptés par le ministère et exclus de la réserve, qui a obtenu son statut permanent le 15 avril 2009.
Le 19 mars 2021 la réserve a changé son statut pour celui de réserve marine à la suite de la mise en vigueur de la loi modifiant la Loi sur la conservation du patrimoine naturel et d’autres dispositions.

## Activité

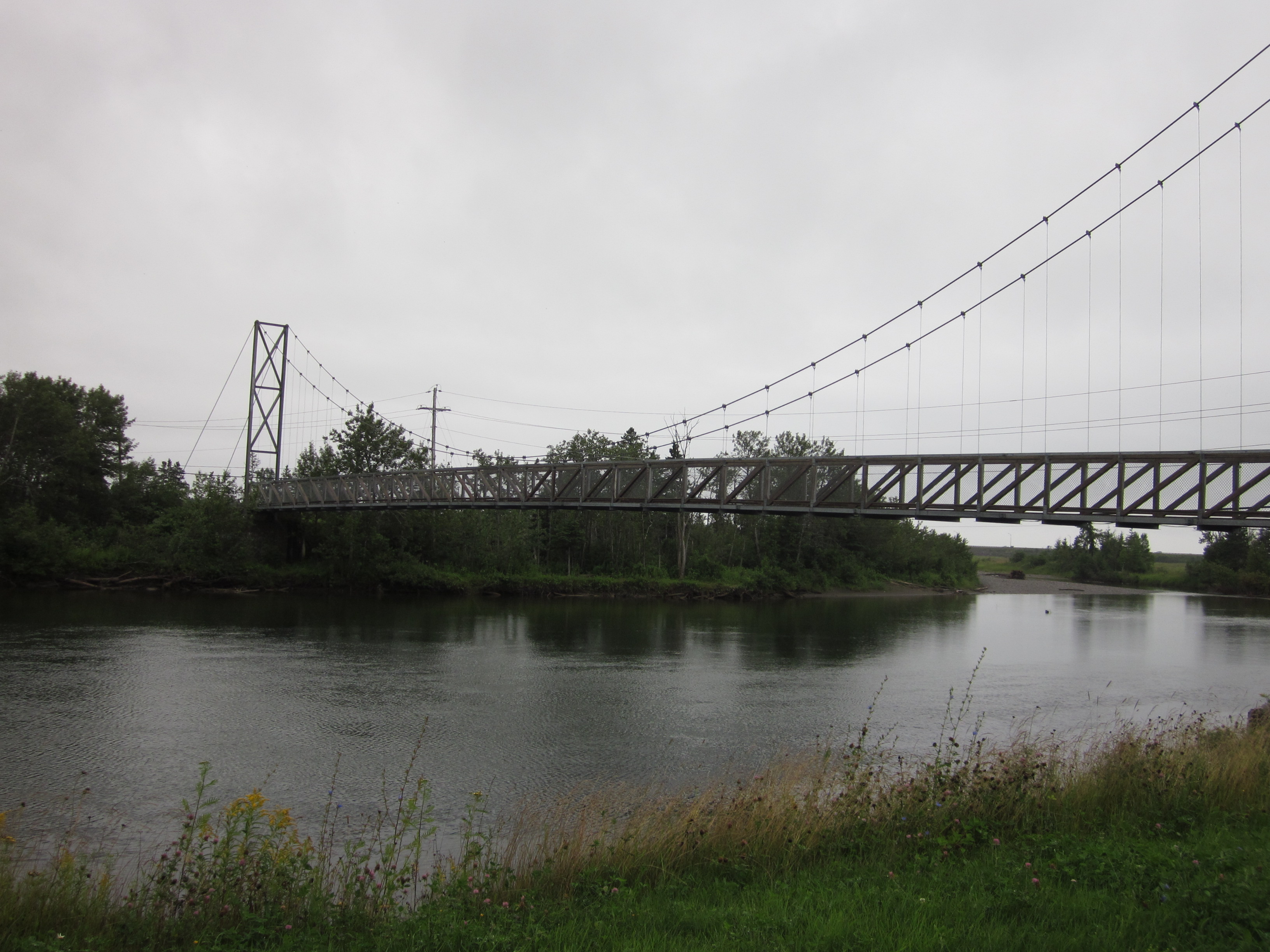
Pont sur le sentier de randonnée traversant la réserve.

La réserve, administrée par le ministère du Développement durable, de l'Environnement et de la Lutte contre les changements climatiques, est dépourvue d'infrastructure. L'accès à l'île aux Pirates, par la route du Cap-de-Sable, se trouve à un kilomètre au sud-est de la route des Vieux-Ponts sur la route 132. Les embarcations peuvent aussi y accoster. Un sentier de randonnée traverse la réserve au niveau de l'ancienne route 6. Une halte touristique située au musée acadien du Québec offre un point de vue sur le barachois. Contrairement aux parcs nationaux du Québec, la chasse et la pêche sont tolérées mais, depuis 2012, l'installation des cabanes à pêche sur glace est soumise à autorisation en raison des incidents constatés en 2011.